# Kay Kāvus
Kay Kāvus (tiếng Ba Tư: كيكاوس; tiếng Avesta: Kauui Usan) là một ông vua thần thoại của Iran và là nhân vật trong thiên sử thi Shāhnāmeh. Ông là con của Kay Qobād và là cha của hoàng tử Seyāvash. Kāvus cai trị Iran trong 150 năm, do người anh hùng nổi tiếng Rostam phò tá. Ông được kế vị bởi người cháu nội là Kai Khosrow.

## Ngai vàng biết bay
Trong huyền thoại, Ngai vàng biết bay của Kay Kāvus là một vật dụng được buộc vào đại bàng được Kay Kāvus làm nên, đã chở nhà vua tới Trung Quốc.

## Liên kết bên ngoài
- Stories of Kay Kāvus and his Flying Throne
- Unmuseum on the Flying Throne of Kay Kāvus Lưu trữ ngày 16 tháng 11 năm 2017 tại Wayback Machine